# Eli Heckscher

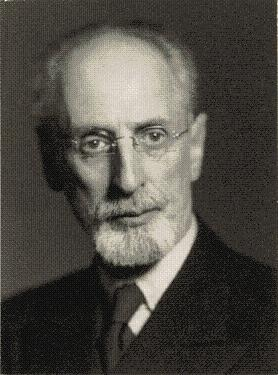
Eli Heckscher

Eli Filip Heckscher (Estocolmo, 24 de noviembre de 1879 - Estocolmo, 23 de diciembre de 1952) fue un economista y político sueco.

## Biografía
Heckscher nació en Estocolmo en el seno de una familia judía. Hijo de Iisdor Heckscher, hombre de negocios nacido en Dinamarca, y su mujer Rosa Myere. Completó su educación secundaria en 1897, para posteriormente estudiar en las universidades de Upsala y Gotemburgo, graduándose en 1907.
Fue profesor de economía política y estadística en la Escuela de Economía de Estocolmo del 1909 a 1929, cuando dejó el cargo para dedicarse al estudio de la Historia Económica. Sus teorías, partidarias del "laissez-faire" y de la no intervención estatal en la economía, estaban fuertemente influenciadas por las de David Ricardo.